# Heinrich Christoph von Horn
Heinrich Christoph von Horn (* 1662; † 5. Dezember 1723 in Braunschweig) war der erste Pächter der fürstlichen Braunschweiger Fayencemanufaktur.

## Leben und Wirken

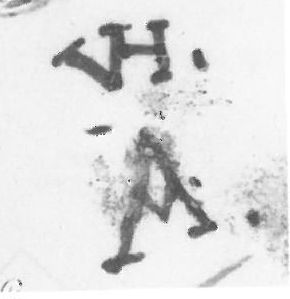
Fayencemarke von Heinrich Christoph von Horn

Heinrich Christoph von Horn gehörte dem Patriziergeschlecht Horn an und entschloss sich, die erste fürstliche Fayencemanufaktur in Braunschweig zu übernehmen, die Herzog Anton Ulrich von Braunschweig-Wolfenbüttel 1707 in Auftrag gegeben hatte. Sie wurde zunächst von dem Verleger (Meister) Johann Philipp Frantz (1668–1734), der aus Sachsen stammte, geleitet. Der Erfolg war mäßig und die Fabrikation sollte nach Königslutter verlagert werden. Horn schloss 1709 einen Pachtvertrag, der am 1. Januar 1710 in Kraft trat. Das Fabrikgebäude befand sich im Haus des Töpfers Johann Andreas Pape auf dem Rennelberg vor dem Petritor. Horn versprach, die Produktion von Fayencen nach Delfter Art fortzuführen. Der Vertrag sollte zunächst für sechs Jahre bestehen und die Pacht betrug 70 bis 80 Taler im Jahr. 1711 beschäftigte Horn fünf Arbeiter und vier Lehrjungen. Es gelang ihm jedoch wegen des untauglichen Brennofens und der hohen Anschaffungskosten nicht – der notwendige Sand musste beispielsweise aus Kassel nach Braunschweig geschafft werden – den Pachtbetrag aufzubringen, so dass er 1712 drei Pächter hinnehmen musste. Der erste Kompagnon war zunächst der Advokat Hantelmann, sein Vetter aus Wolfenbüttel, der jedoch räumlich zu weit entfernt wohnte und zudem von der Herstellung keine Kenntnis hatte. Die Geschäfte liefen daher weiterhin schlecht und Horn zog sich gänzlich von dem Pachtvertrag zurück. Am 1. März 1713 übernahmen sein Vetter, der Commissionscommissair Heinrich Friedrich von Horn und der Artilleriehauptmann Julius Dettmar Hagen die Manufaktur. Die Produkte der Manufaktur wurden mit „VH“ für von Horn gekennzeichnet.